# Peter Juščák
Peter Juščák (Eperjes, 1953. október 20. –) szlovák regényíró, újságíró és dokumentumfilmes.

## Életrajza
A Zsolnai Egyetem elvégzése után építésvezetőként dolgozott több csehországi és szlovákiai építkezésen. 1986-ban csatlakozott a Csehszlovák Rádióhoz Kassán. 1990 után a Literárnom týždenníku és a Smena című napilapnál dolgozott, majd a politikai összeomlás után a Sme című napilap egyik alapítója volt. 1994 óta Németországban és Szlovákiában dolgozik egy befektetési társaságnál. 2000-ben többször járt Koszovóban, ahonnan a Kultúrni zhizni című folyóirathoz írt. 2000 és 2003 között a kassai Szlovák Rádió irodalmi szerkesztőségében dolgozott. A Rádió Tanácsának tagja volt 2004 és 2010 között. 2016-2017-ben a Nemzet Emléke Intézetben (ÚPN) dolgozott a Nemzet Emléke című folyóirat szóvivőjeként és főszerkesztőjeként.

## Munkái
1986-ban debütált a Komu ujde vlak című novelláskötettel, amelyért Ivan Krasko-díjat kapott. Három évvel később megjelent a V očiach soľ című regénye, majd ismét a Milovanie so sochou Miriam (1995) című novelláskötete. Egy újságíró történetét és az 1989 utáni eseményeket is sok humorral dolgozta fel Som Ťukot (1999) című prózaregényében.
Szépirodalmi szerzőként Odvlečení (2001) című kötetével mutatkozott be, amelyben a második világháború végén Szlovákiából a szovjet gulágokra hurcolt emberek sorsával foglalkozott.
Egy különböző műfajú rövidprózákat tartalmazó kötet, a Návod na použitie zvyšnej časti života (2005) után tért vissza a deportáltak témájához: ...a nezabudni na labute! (…és ne feledd a hattyúkat!, 2014) című regényével, amellyel 2015-ben döntős lett az Anasoft litera pályázatán.
A Balkan blues (2018) című regényében írta le a koszovói utazása során szerzett tapasztalatait, közvetlenül a véres balkáni háború befejezése után. A Szlovák Köztársaság első elnökéről szóló, Michal Kováč a jeho bremeno (2003) című, könyv terjedelmű esszé szerzője.
2023-ban tíz figyelemre méltó történetet tartalmazó könyvet adott ki a szovjet munkatáborokból, Desaťkrát GULAG címmel.
Juščák debütálásáért kapott Ivan Krasko-díj mellett 2001-ben az SC P.E.N. díját is elnyerte Odvlečení című, valamint a Szlovákiai Írószervezetek Szövetségének fődíját (2014) a ...a nezabudni na labute! című könyvéért.

### Könyvei
- Komu ujde vlak, novellagyűjtemény (Bratislava 1986; Ivan Krasko-díj a legjobb debütálásért)
- V očiach soľ, regény (Bratislava 1989)
- Milovanie so sochou Miriam, novellagyűjtemény (Bratislava 1996)
- Som Ťukot, regény (Bratislava 1998)
- Návod na použitie zvyšnej časti života, humoros novellagyűjtemény (Bratislava, 2005)
- ...a nezabudni na labute!, regény (Bratislava, Kalligram 2003), elnyerte a Szlovákiai Írószövetség díját, a Szlovákiai Írószervezetek Szövetsége díját, az Anasoft litera 2015 döntőse
- Balkan blues, regény (Bratislava, Marenčin)

## Magyarul megjelent művei
- …és ne feledd a hattyúkat! (...a nezabudni na labute!) – Pesti Kalligram, Budapest, 2016 · ISBN 9788081019333 · fordította: Polgár Anikó

## Fordítás
- Ez a szócikk részben vagy egészben  a   Peter Juščák című szlovák Wikipédia-szócikk fordításán alapul.  Az eredeti cikk szerkesztőit annak laptörténete sorolja fel. Ez a jelzés csupán a megfogalmazás eredetét és a szerzői jogokat jelzi, nem szolgál a cikkben szereplő információk forrásmegjelöléseként.